# فاسيليس ساليس
فاسيليس ساليس (باليونانية: Βασίλης Σαλέας) هو مغني وعازف كلارينيت يوناني.

## السيرة الذاتية
ساليس من أصل غجري وولد في ميسولونغي عام 1958. ثم انتقل إلى أثينا. وتعلم العزف على الكلارينيت وهو في التاسعة من عمره وكان والده مدرسًا له وقام بأول حفل موسيقي له بعد ذلك بعامين. في سن الرابعة عشرة كان قد أتقن العزف على الكلارينيت وسجل أول قرص له.